# Pelecyora jukesbrowniana
Pelecyora jukesbrowniana is een tweekleppigensoort uit de familie van de Veneridae. De wetenschappelijke naam van de soort is voor het eerst geldig gepubliceerd in 1915 door Preston.